# Ballon captif

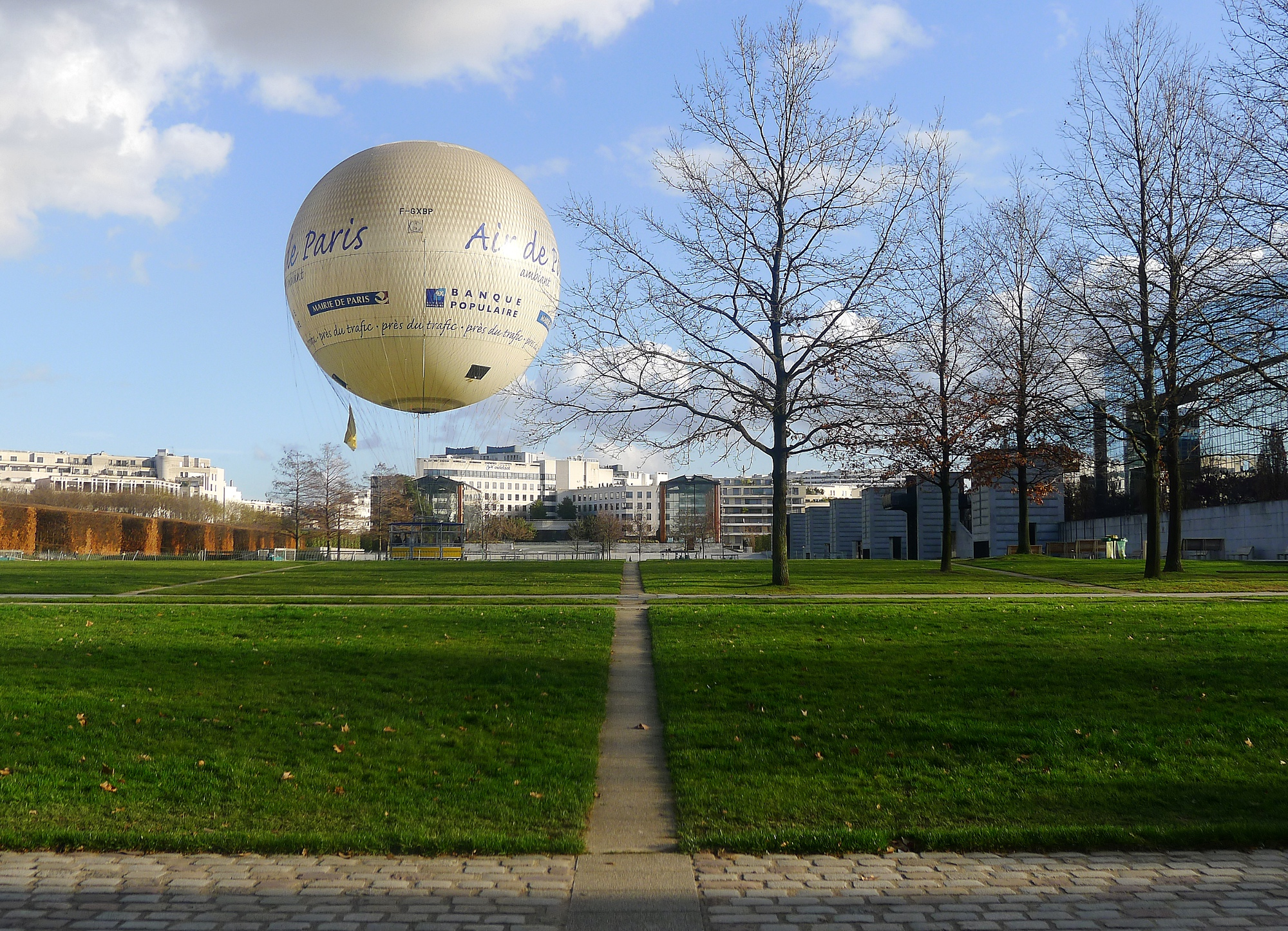
En ballon captif i Parc André-Citroën.

Ballon captif (franska) är ett slags luftballong.
Utom den vanliga luftballongen eller friballongen förekommer en fast eller fjättrad ballong för vissa ändamål. En fast ballong är fjättrad vid marken med en kabel, som löper på ett vindspel och slutar i en med bärringen förenad trapetsanordning, i vilken gondolen hänger ned.